# Headplate
Headplate — шведський метал-гурт із Ґетеборґа, що виник 1993 року з ініціативи ударника Нікласа Естерлунда (Niklas Österlund) та гітариста Данієля Ґранстеда (Daniel Granstedt). Колектив активно творив у 2000—2005 роках.

## Історія
1999 року гурт підписав контракт з невеликим ґетеборзьким лейблом Gain Productions / Gain Recordings. Відтоді музиканти видали три альбоми: «Bullsized» (2000), «Delicate» (2002) та «Pieces» (2003).
До першого складу гурту входили Ніклас Естерлунд (ударні), гітаристу Даніель Ґранстед (гітара) та Маркус Естерлунд (бас-гітара). 1994 року Маркус змінив бас-гітару на електро- для повноти звуку. На місце басиста взяли хлопця, на ім'я Heyk, почався пошук вокаліста. 1996 для запису першого демо-альбому до гурту приєднався вокаліст Джим К'єль (Jim Kjell), раніше вокаліст Gardenian. 1997 основним вокалістом став Маґнус Клавборн (Magnus Klavborn), а невдовзі почалася співпраця із Gain Productions.
1998 року гурт узяв собі назву Headplate і записав перше повноцінне демо Wake Up. Далі справи пішли краще, музиканти записали демо Sleepy, куди увійшли композиції з майбутнього альбому Bullsized. Відтак почалися перші концерти у Швеції. 1999 року з'явився останній демо-синґл Beyond what's in front, почалася співпраця із Gain Recordings. Водночас гурт з особистих причин покину Маркус Естерлунд.
2000 року почався запис першого альбому, одразу ж було обрано назву Bullsized. Того ж року було знято перше відео та однойменну пісню Bullsized. 2001 року Headplate провів кілька турів Швецією, зокрема два головні виступи відбулися на фестивалях Hultsfred та Tuska. Також разом із Machine Head виступили на чотирьох концертах у Скандинавії. Незабаром почалася робота над наступним альбомом.
В лютому-березні 2002 року було записано другий альбом під назвою Delicate. Відтак Headplate провів мінітур зі шведським гуртом LOK в Норвегії. 3 червня Delicate було презентовано, він здобув чималу популярність. Музиканти розірвали контракт із Gain Recordings, підписавши новий із Goteborgs Kalaset.
2003 року з'явилася компіляція з перших двох альбомів під назвою Pieces. Того ж року гурт покинув Гокан Скугер (Håkan Skoger), начебто через різницю в інтересах. На його місце прийшов Йоган Андреассен (Johan Andreassen). Наступного року гурт покинув також вокаліст Маґнус.
У 2008—2012 роках гурт був мало активним. В листопаді 2012 року на офіційній сторінці у Facebook було оголошено про презентацію нового альбому, заплановану на 12 грудня 2012 року. Невдовзі було оновлено сайт, на якому оголошено про новий склад гурту. Альбом із 12 пісень став доступним до прослуховування на офіційному сайті опівночі за середньоєвропейським часом.

## Учасники
Теперішні
- Даніель Ґранстедт (Daniel Granstedt) — гітара, бек-вокал (з 1993)
- Ніклас Естерлунд (Niklas Österlund) — ударні (з 1993)
- Йоган Андреассен (Johan Andreassen) — бас-гітара
- Гокан Скугер (Håkan Skoger) — бас-гітара
- Геззі (Hezzy) — спів.

Колишні
- Йоган Андреассен (Johan Andreassen) — бас-гітара (2005)
- Маґнус Клавборн (Magnus Klavborn) — спів (2005) (нині вокаліст Engel)
- Гокан Скугер (Håkan Skoger) — бас-гітара (2003)
- Маркус Естерлунд (Marcus Österlund) — гітара (1999)

## Дискографія
Альбоми
- Bullsized (2000)
- Delicate (2002)
- Pieces (2003)
- Pre Production EP (2005)
- 12-12-12 (2012)

Відео
- Bullsized (2000)
- Feel like porn (2001)
- Jump the bridge (2002)